# Nikoides multispinatus
Nikoides multispinatus is een garnalensoort uit de familie van de Processidae. De wetenschappelijke naam van de soort is voor het eerst geldig gepubliceerd in 1981 door Hayashi.